# Dendrelaphis schokari
Dendrelaphis schokari là một loài rắn trong họ Rắn nước. Loài này được Kuhl mô tả khoa học đầu tiên năm 1820.

## Hình ảnh

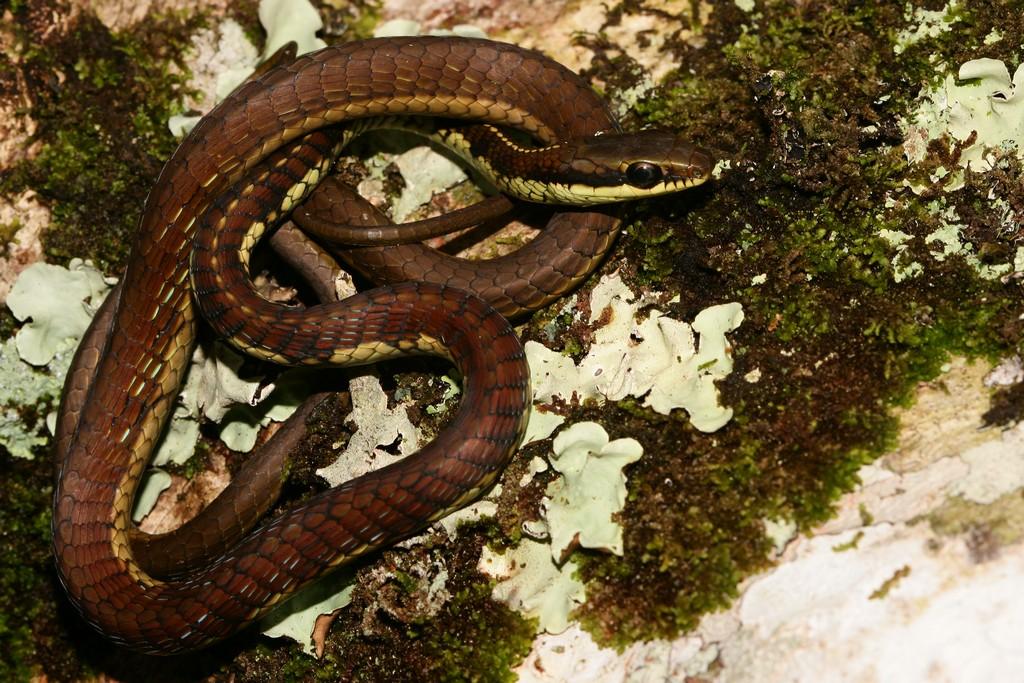
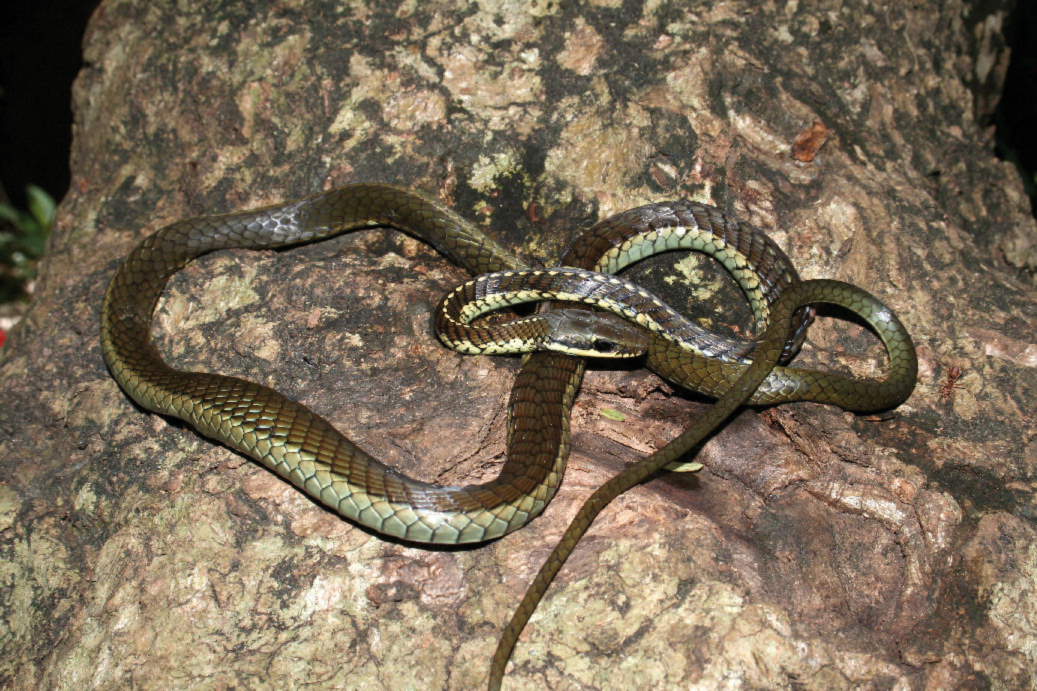
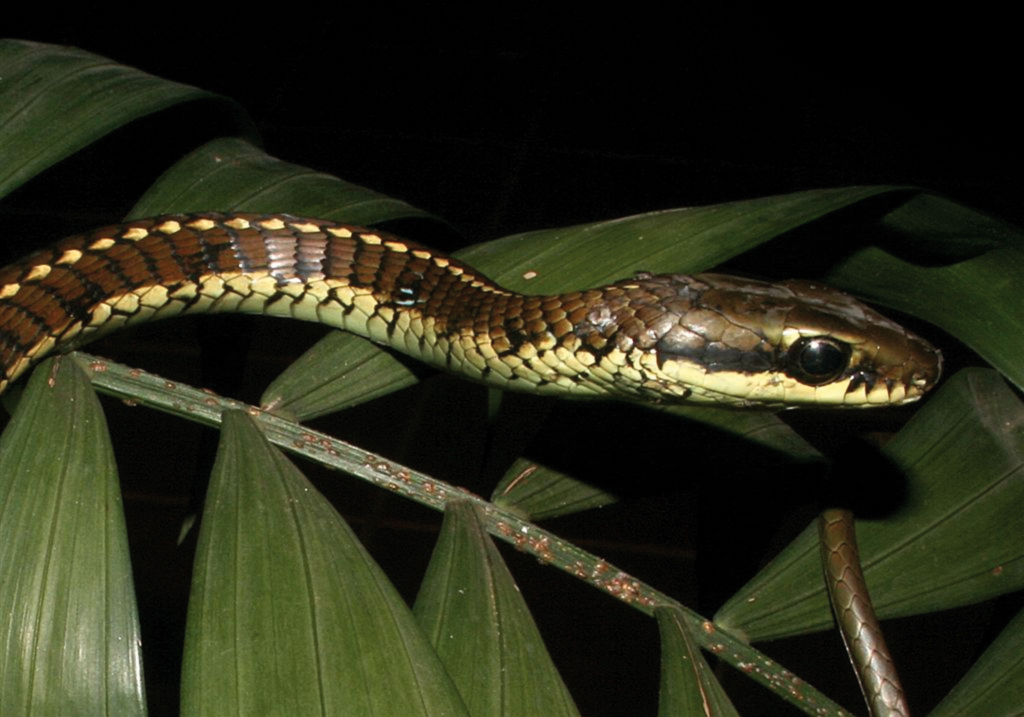
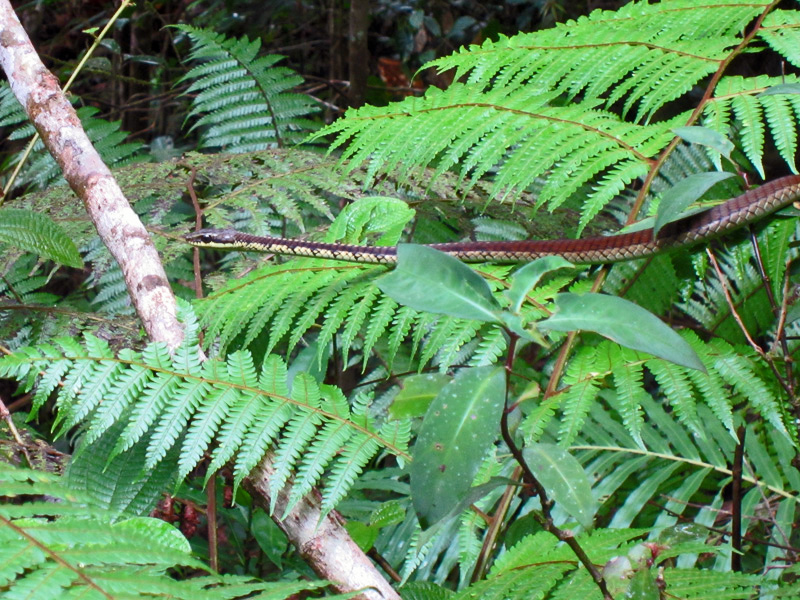